# 1450 Raimonda
1450 Raimonda este un asteroid din centura principală, descoperit pe 20 februarie 1938, de Yrjö Väisälä.